# Секретные материалы (книги)
За время показа сериала Секретные материалы было выпущено множество книг-новелизаций, написанных по мотивам сюжетов, а также всевозможных гидов по сериалу — официальных и нет.
Некоторые из романов выходили и в твёрдой и в мягкой обложках, а также выпущены в виде аудиокниг, прочитанных звёздами сериала — Джиллиан Андерсон, Джоном Невиллом, Стивеном Уилльямсом, Брюсом Ховардом и Митчем Пиледжи.

## Изданное в США
В скобках указан эпизод, новеллизацией которого является роман. Если эпизод не указан, то сюжет романа придуман автором.

### СерияJuvenile
Издательство Harper Entertainment. Для подростков и школьников средних классов (англ. middle grade):
1. «X Marks The Spot» — Лес Мартин (Pilot)
2. «Darkness Falls» — Лес Мартин (Darkness Falls)
3. «Tiger, Tiger!» — Лес Мартин (Fearful Symmetry)
4. «Squeeze» — Эллен Стайбер (Squeeze)
5. «Humbug» — Лес Мартин (Humbug)
6. «Shapes» — Эллен Стайбер (Shapes)
7. «Fear» — Лес Мартин (Blood)
8. «Voltage» — Истон Ройс (D.P.O)
9. «E.B.E.» — Лес Мартин (E.B.E)
10. «Die Bug, Die!» — Лес Мартин (War of the Coprophages)
11. «Ghost In The Machine» — Лес Мартин (Ghost In The Machine)

### СерияYoung Adults
1. «The Calusari» — Garth Nix (The Calusari)
2. «Eve» — Ellen Steiber (Eve)
3. «Bad Sign» — Easton Royce (Syzygy)
4. «Our Town» — Eric Elfman (Our Town)
5. «Empathy» — Ellen Steiber (Oubliette)
6. «Fresh Bones» — Les Martin (Fresh Bones)
7. «Control» — Everett Owens (Pusher)
8. «The Host» — Les Martin (The Host)
9. «Hungry Ghosts» — Ellen Steiber (Hell Money)
10. «Dark Matter» — Easton Royce (Soft Light)
11. «Howlers» — Everett Owens (Unruhe)
12. «Grotesque» — Ellen Steiber (Grotesque)
13. «Regeneration» — Everett Owens (Leonard Betts)
14. «Quarantine» — Les Martin (F. Emasculata)
15. «Haunted» — Ellen Steiber (Shadows)
16. «Miracle Man» — Terry Bisson (Miracle Man)

### Третья серия
- «Ascension» — Квентин Томас (Duane Barry / Ascension/ One Breath)
- «Hunter» — Чарльз Грант (Colony / End Game)

### Романы
Издательство Harper Entertainment:
1. «Goblins» (Чарльз Грант)
2. «Whirlwind» (Чарльз Грант)
3. «Ground Zero» (Кевин Андерсон)
4. «Ruins» (Кевин Андерсон)
5. «Antibodies» (Кевин Андерсон)
6. «Skin» (Бен Мэзрич)

### Адаптации фильмов
Издательство Harper Entertainment:
- «The X-Files: The Movie» (Элизабэт Хэнд)
- «The X-Files: I Want To Believe» (Макс Аллан Коллинз)

## Изданное в России
В России издано множество книг по мотивам сериала. Все книги были опубликованы издательством АСТ и Terra Fantastica. В скобках указан автор романа.

### Каноничные произведения
Адаптации фильмов:
- Секретные материалы: Борьба за будущее (Элизабет Хэнд) — 2000
- Секретные материалы: Хочу верить (Макс Аллан Коллинз) — 2008

Оригинальные романы:
Кроме того, в 1999 году в России были изданы оригинальные романы зарубежных авторов, не являющиеся адаптациями сценария эпизодов:
1. Гоблины (Чарльз Грант)
2. Кровавый ветер (Чарльз Грант)
3. Руины (Кевин Андерсон)
4. Эпицентр (Кевин Андерсон)
5. Антитела (Кевин Андерсон)
6. Кожа (Бен Мецрих)
7. Борьба с будущим (Элизабет Хэнд)

### Российские авторы
Кроме того, было выпущено большое число романов, которые были написаны российскими авторами — часть из них является литературной адаптацией эпизодов сериала (например: Файл № 215 является 15 серией 2 сезона сериала), часть — новые истории, и издавались только в России.
1. Канал связи (А.Лазарчук, Д.Соловьев, С.Стрелецкий, И. Федоров)
- Файл № 100. Секретные материалы (1999) // Автор: Андрей Лазарчук
- Файл № 101. Бездонная глотка (1999) // Автор: Дмитрий Соловьёв
- Файл № 102. Выползень (1999) [под псевдонимом Сергей Стрелецкий] // Автор: Сергей Бережной
- Файл № 103. Канал связи (1999) // Автор: Игорь Фёдоров

2. Тени (И. Андронати, И. Федоров, Р. Хард, Д. Соловьев)
- Файл № 104. Джерсийский дьявол (1999) [под псевдонимом Ричард Хард] // Автор: Ирина Андронати
- Файл № 105. Тени (1999) // Автор: Игорь Фёдоров
- Файл № 106. Дух из машины (1999) // Авторы: Ирина Андронати, Игорь Фёдоров
- Файл № 107. Лед (1999) // Автор: Дмитрий Соловьёв

3. Ева (В.Гончаров, А.Столяров, В.Владимирский, И.Андронати)
- Файл № 108. Дверь во Вселенную (1999) // Автор: Владислав Гончаров
- Файл № 109. Падший ангел (1999) // Автор: Андрей Столяров
- Файл № 110. Ева (1999) // Автор: Василий Владимирский
- Файл № 111. Огонь (1999) // Автор: Ирина Андронати

4. Месть из могилы (Д. Соловьев, И. Андронати, Н. Романецкий)
- Файл № 112. Где-то там, за морем… (1999) // Автор: Дмитрий Соловьёв
- Файл № 113. Перевёртыш (1999) // Автор: Ирина Андронати
- Файл № 114. «Лазарь» (1999) // Автор: Ирина Андронати
- Файл № 115. Месть из могилы (1999) // Автор: Николай Романецкий

5. Чудотворец (А. Лазарчук, И. Андронати, Д. Витман, А. Николаев) 5-237-03928-6, 5-7921-0266-X
- Файл № 116. ВБО (1999) // Автор: Андрей Лазарчук
- Файл № 117. Чудотворец (1999) // Автор: Ирина Андронати
- Файл № 118. Змеиная кожа (1999) // Автор: Денис Витман
- Файл № 119. И пала тьма (1999) [под настоящим именем Андрей Николаев] // Автор: Андрей Легостаев

6. Умереть, чтобы выжить (С.Стрелецкий, К.Королев, В.Езамной, А.Лазарчук)
- Файл № 120. Последняя охота (1999) [под псевдонимом Сергей Стрелецкий] // Автор: Сергей Бережной
- Файл № 121. Умереть, чтобы выжить (1999) // Автор: Кирилл Королёв
- Файл № 122. Истошные сны (1999) [под псевдонимом Вс. Езамной] // Автор: Николай Романецкий
- Файл № 123. Настоящая власть (1999) // Автор: Андрей Лазарчук

7. Монстр (А.Столяров, В.Гончаров, И.Андронати)
- Файл № 201. Маленькие зелёненькие человечки [= Не верь никому] (2000) // Автор: Ирина Андронати
- Файл № 202. Монстр (2000) [под псевдонимом Ричард Хард] // Автор: Ирина Андронати
- Файл № 203. Корпорация «Кровь» (2000) // Автор: Владислав Гончаров
- Файл № 204. Истина где-то там (Бессонница) (2000) // Автор: Андрей Столяров

8. Идущий в огне (А.Лазарчук, В.Мирской, А.Столяров) 5-237-05446-3, 5-7921-0314-3
- Файл № 205. Дуэйн Берри (2000) // Автор: Андрей Лазарчук
- Файл № 206. Восхождение (2000) // Автор: Андрей Лазарчук
- Файл № 207. Троица (2000) // Автор: Василий Владимирский
- Файл № 208. Одно дыхание (2000) // Автор: Андрей Лазарчук
- Файл № 209. Идущий в огне (2000) // Автор: Андрей Столяров

9. Длань-наказующая (А.Легостаев, В.Гончаров, В.Мирской, Р.Хард, В.Рыбаков) 5-237-05281-9, 5-7921-0303-8
- Файл № 210. Ликвидация филиала (Церковь Красного музея) (2000) // Автор: Андрей Легостаев
- Файл № 211. Excelsis dei (2000) // Автор: Владислав Гончаров
- Файл № 212. Обри (2000) // Автор: Василий Владимирский
- Файл № 213. Неотразимый (2000) [под псевдонимом Ричард Хард] // Автор: Ирина Андронати
- Файл № 214. Длань наказующая (2000) // Автор: Вячеслав Рыбаков

10. Свежие кости (В. Владимирский, А. Лазарчук, В. Рыбаков)
- Файл № 215. Свежие кости (2000) // Автор: Василий Владимирский
- Файл № 216. Колония (2000) // Автор: Андрей Лазарчук
- Файл № 217. Конец игры (2000) // Автор: Андрей Лазарчук
- Файл № 218. Ужасающая симметрия (2001) // Автор: Вячеслав Рыбаков

11. Корабль-призрак (В. Вербицкий, В. Гончаров, А. Легостаев, В. Рыбаков)
- Файл № 219. Корабль-призрак (2000) // Автор: Владислав Гончаров
- Файл № 220. Розыгрыш (2000) // Автор: Вячеслав Рыбаков
- Файл № 221. Калушари (2000) // Автор: Вячеслав Рыбаков
- Файл № 222. Камень в болото (2000) // Автор: Андрей Легостаев

12. Откровение (Д. Скальников, Д. Захаров, И. Бахтина, Н. Романецкий, Е. и А. Первушины)
- Файл № 303. Молния («Д.П.О.») (2000) // Автор: Денис Скальников
- Файл № 311. Откровение (2000) // Автор: Дмитрий Сергеевич Захаров
- Файл № 312. Инстинктивное отвращение (2001) // Автор: Ирина Бахтина
- Файл № 313. Сизигия («Город истинного согласия») (2000) // Автор: Николай Романецкий
- Файл № 403. Дом (2000) // Авторы: Антон Первушин, Елена Первушина

13. Беспокойство (А. Столяров, В. Мирской, Ян Кельтский, В. Гончаров) 5-17-001144-X, 5-17-002681-1
- Файл № 223. Рассеянный свет (2000) [п.п. Владимир Мирский] // Автор: Василий Владимирский
- Файл № 308. Teso dos Bichos (Курган двух тварей) (2000) // Автор: Я. Кельтский
- Файл № 402. Беспокойство (2000) // Автор: Владислав Гончаров
- Файл № 404. Телико (2000) // Авторы: Антон Первушин, Елена Первушина

14. Пустыня цвета крови (Нарий Манович и К. Королев)
- Файл № 225. Пустыня цвета крови [= День сенсаций] (2001) // Автор: Андрей Измайлов
- Файл № 301. Путь благословенных (2001) // Автор: Андрей Измайлов
- Файл № 302. Операция «Скрепка» (2001) // Автор: Андрей Измайлов
- Файл № 512. Время полной луны (2001) // Автор: Кирилл Королёв

15. Аватара (Я. Кельтский, Н. Манович, Н. Романецкий, В. Рыбаков)
- Файл № 308. Никто нам с тобой не помешает (2000) // Автор: Николай Романецкий
- Файл № 314. Химеры — навсегда! (2000) // Автор: Андрей Измайлов
- Файл № 321. Аватара (2000) // Автор: Я. Кельтский
- Файл № 405. Поле, где я умер (2001) // Автор: Вячеслав Рыбаков

16. Раса господ (Н. Аллунан, А. Первушин)
- Файл № 322. Трясина (2002) // Автор: Наташа Аллунан
- Файл № 324. Девочка, встань («Talipha Cumi») (2001) // Автор: Антон Первушин
- Файл № 401. Раса господ («Herrenvolk») (2001) // Автор: Антон Первушин
- Файл № 419. Синхронность (2001) // Автор: Антон Первушин

17. Список (Н. Аллунан, В. Вербицкий, А. Симагин, В. Рыбаков) 5-17-011061-8, 5-7921-0451-4
- Файл № 224. Наш городок (2001) // Автор: Вячеслав Рыбаков
- Файл № 305. Список (2001) // Автор: Валерий Вербицкий
- Файл № 306. Вдвойне Робкий (2001) // Автор: Андрей Симагин
- Файл № 620. Просто человек (2001) // Автор: Наташа Аллунан

18. Необычные подозреваемые (Н. Аллунан, Д. Соловьев, О. Хомякова)
- Файл № 503. Необычные подозреваемые (2002) // Автор: Наташа Аллунан
- Файл № 504. Окольные тропы (2002) // Автор: Наташа Аллунан
- Файл № 608. Украденное рождество (2002) // Автор: Ольга Хомякова
- 107 архивный. лед

19. Погребённые заживо (В. Рыбаков, Н. Аллунан, Н.Романецкий) 5-17-012734-0, 5-7921-0507-3
- Файлы № 315-316. Погребенные заживо (2002) // Автор: Николай Романецкий
- Файл № 406. Кровавое действо (2002) // Автор: Вячеслав Рыбаков
- Файл № 506. Мой великий мутант и другие животные (2002) // Автор: Наташа Аллунан

20. Око разума (Н.Аллунан) * Файл № 417. Tempus Fugit (2003) // Автор: Наташа Аллунан
- Файл № 418. Макс (2003) // Автор: Наташа Аллунан
- Файл № 422. Элегия (2003) // Автор: Наташа Аллунан
- Файл № 423. Демоны (2003) // Автор: Наташа Аллунан
- Файл № 516. Око разума (2003) // Автор: Наташа Аллунан

21. Странники (Н.Аллунан, О.Гусева.)
- Файл № 304. Последнее откровение Клайда Брукмана (2004) // Авторы: Дмитрий Соловьёв, Наташа Аллунан
- Файл № 420. Мелочь пузатая (2004) // Автор: Наташа Аллунан
- Файл № 515. Странники (2004) // Автор: Наташа Аллунан
- Файл № 802. Порознь (2004) // Автор: Наташа Аллунан

22. Скрытая правда 
- Файл № 365. Незаконный эмигрант (2003) // Автор: Александр Прозоров
- Файл № 370. Правда, выплывшая наружу (2003) // Автор: Павел Киракозов *
- Файл № 371. Скрытая правда (2003) // Автор: Павел Киракозов

23. Швейцарские часы
- Файл № 381. Зеркало-2 (2003) // Автор: Андрей Измайлов
- Файл № 385. Швейцарские часы (2003) // Автор: Вадим Кузнецов
- Файл №Е-387. Переходя рубикон (2003) // Автор: Алексей Иванович

24. Игра света Александр Прозоров, Наташа Аллунан, Алексей Ильин 
- Файл № 389. Проклятый «Мустанг» (2005) // Автор: Александр Прозоров
- Файл № 406. Игра света (2003) // Автор: Наташа Аллунан
- Файл № 415. Фатум (2003) // Автор: Алексей Ильин

25. Игра с огнём 
- Файл № 410. Игра с огнём (2004) // Автор: Андрей Измайлов
- Файл № 425. Швейцарский счёт (2003) // Автор: Вадим Кузнецов
- Файл № 426. Эликсир (2003) // Автор: Сергей Неграш

26. Кинг-Конг мёртв
- Файл № 428. Кинг-Конг мёртв (2004) // Автор: Андрей Измайлов
- Файл № 432. Чечевичная похлебка (2003) // Авторы: Андрей Легостаев, Наташа Аллунан

27. Проклятие Пандоры 5-17-020945-2
- Файл № 412. «Оксидженс» (2003) // Авторы: Павел Гросс, Эдуард Казаров
- Файл № 413. Проклятие Пандоры (2003) // Автор: Вадим Кузнецов
- Файл № 416-f. Сотворение мира (2003) // Авторы: Андрей Легостаев, Наташа Аллунан

28. Улыбка монстра
- Файл № 433. Улыбка монстра (2003) // Автор: Виктор Точинов
- Файл № 440. Чертова пора (2004) // Автор: Сергей Федотов

29. Молчание поросят
- Файл № 701. Либерейторы (2004) // Автор: Виктор Точинов
- Файл № 702. Молчание поросят (2004) // Авторы: Виктор Точинов, Павел Гросс
- Файл № 708-f. Возвращение (2004) // Автор: Елена Радзюкевич

30. Непорочное зачатие
- Файл № 533. Непорочное зачатие (2004) // Авторы: Андрей Легостаев, Наташа Аллунан
- Файл № 554. Тараканы в голове (2004) // Авторы: Павел Гросс, Екатерина Счастливцева
- Файл № 613-f. Оккупация (2004) // Автор: Алексей Ильин
- Файл № 663. Тварь из-под воды (2004) // Автор: Олег Лугин

31. Пляшущие человечки 
- Файл № 703. Пляшущие человечки (2004) // Автор: Виктор Точинов
- Файл № 707. Путь навахо (2004) // Автор: Джейн Доу

32. Биплан-призрак
- Файл № 704. Биплан-призрак [= Биплан-призрак] (2004) // Автор: Виктор Точинов
- Файл № 709. Двуликий (2004) // Автор: Сергей Федотов
- Файл № 710. Телепат (2004) // Авторы: Владислав Гончаров, Сергей Неграш

33. Скок-поскок 5-17-024986-1
- Файл № 711. Скок-поскок (2004) // Автор: Тарас Витковский
- Файл № 712. Легенда о вечном поиске (2004) // Автор: Анна Музафарова
- Файл № 713-f. На обочине (2004) // Автор: Дмитрий Савельев

34. Агрессивная среда 5-17-025331-1, 5-9660-0211-8
- Файл № 714. Агрессивная среда (2004) // Автор: Сергей Буренин
- Файл № 715. Когда ангелы плачут (2004) // Автор: Анна Музафарова

35. Экспортёры 5-17-026010-5
- Файл № 716. Экспортёры (2004) // Автор: Дмитрий Казаков
- Файл № 717. Запах золота // Автор: Ирина Сереброва

36. Меж двух миров 
- Файл № 721. Меж двух миров (2004) // Автор: Лилия Трунова
- Файл № 724. Зелёные глаза (2005) // Автор: Вадим Кузнецов
- Файл № 725. Виртуальный след (2005) // Авторы: Н. Лаврентьев, Б. Юрин

37. Медвежий угол
- Файл № 720. Медвежий угол (2004) // Автор: Лилия Трунова
- Файл № 722. Бог из машины (2004) // Автор: Дмитрий Янковский
- Файл № 723-f. Скотобойня (2005) // Автор: Дмитрий Савельев

38. Эмилия
- Файл № 726. Эмилия (2005) // Автор: Анна Музафарова
- Файл № 727. Свои люди (2005) // Автор: Лилия Трунова
- Файл № 728. Чарльстон (2005) // Авторы: Н. Лаврентьев, Б. Юрин

39. Седьмой исход
- Файл № 729. Седьмой исход (2005) // Автор: Джейн Доу
- Файл № 730. Воскрешение (2005) // Автор: Андрей Власов

40. Утечка мозгов
- Файл № 732-f. Трагедия и его напарник (2005) // Автор: Дмитрий Савельев
- Файл № 733-f. Пентименто (2005) // Автор: Дмитрий Савельев
- Файл № 734-f. Утечка мозгов (2005) // Автор: Виктор Точинов

41. Земля волков
- Файл № 718. Земля волков (2004) // Автор: Елена Радзюкевич
- Файл № 719-f. Воплощение кошмара (2004) // Авторы: Дмитрий Савельев, Келли Морланд

## Документальные
- The X-Files Declassified: The Unauthorized Guide (Френк Ловис) (Carol Publishing, 1996) ISBN 0-8065-1745-X
- The Unauthorized X-Cyclopedia: The Definitive Reference Guide to The X-Files (Джеймс Хэтфилд и Джордж Бёрт) (Kensington, reissued 1997) Reissue ISBN 1-57566-233-7
- X-Treme Possibilities: A Comprehensively Expanded Rummage Through Five Years of The X-Files (Пол Корнелл, Мартин Дэй и Кит Топпинг) (Virgin Publishing, reissued 1998) Reissue ISBN 0-7535-0228-3
- The Truth Is Out There: The Official Guide to The X-Files, Vol. 1 (Брайан Лори и Крис Картер, при участии Сары Стигелль) (Perennial Currents, 1995) ISBN 0-06-105330-9
- Trust No One: The Official Guide to The X-Files, Vol. 2 (Брайан Лори и Крис Картер, при участии Сары Стигелль) (HarperEntertainment, 1996) ISBN 0-06-105353-8
- I Want to Believe: The Official Guide to The X-Files, Vol. 3 (Энди Мэйзлер и Крис Картер, при участии Сары Стигелль) (Harper Paperbacks, 1998) ISBN 0-06-105386-4
- Resist or Serve: The Official Guide to The X-Files, Vol. 4 (Энди Мэйзлер) ISBN 0-06-107309-1
- The End and the Beginning (The Official Guide to the X-Files, Vol. 5 (Энди Мэйзлер) (Perennial Currents, 2000) ISBN 0-06-107595-7
- All Things (The Official Guide to The X-Files, Vol. 6 (Марк Шапиро) (Harper Paperbacks, 2001) ISBN 0-06-107611-2
- X Marks the Spot: On Location With The X-Files (Луиза Градницер, Тодд Питтсон и Том Брэйдвуд) (Arsenal Pulp Press, 1999) ISBN 1-55152-066-4
- The Real Science Behind the X-Files: Microbes, Meteorites, and Mutants (Энн Саймон) (Simon & Schuster / Touchstone, 2001) ISBN 0-684-85618-2
- The Art of the X-Files (Энн Риверз Сиддонс и Уилльям Гибсон) (HarperPrism, 1998) ISBN 0-06-105037-7
- The X Files Book of the Unexplained, Vol. One (Джейн Голдман) (Simon Schuster Trade) ISBN 0-684-81962-7
- The X Files Book of the Unexplained, Vol. Two (Джейн Голдман) (Harper Prism, 1997) ISBN 0-06-105280-9
- The Anderson Files, The Unauthorized Biography of Gillian Anderson (Марк Шапиро)
- The Duchovny Files: The Truth Is in Here (Пол Митчелл) (ECW Press, 1996) ISBN 1-55022-284-8
- Anderson + Duchovny, eXtra story (Дэвид Бассом)
- The New Unofficial X-Files Companion, Volume Two (Н. И. Джиндж)(Macmilan, 1996) ISBN 0-333-67981-4
- X-Files Confidential, The Unauthorized X-Philes Compendium (Тэд Эдвардс) (Little, Brown and Company, 1996) ISBN 0-316-88181-3
- The Science of The X-Files (Майкл Уайт)
- Wanting to Believe: A Critical Guide to The X-Files, Millennium & The Lone Gunmen (Роберт Ширман) (Mad Norwegian, 2009) ISBN 978-0-9759446-9-1